# Irukandji-Syndrom

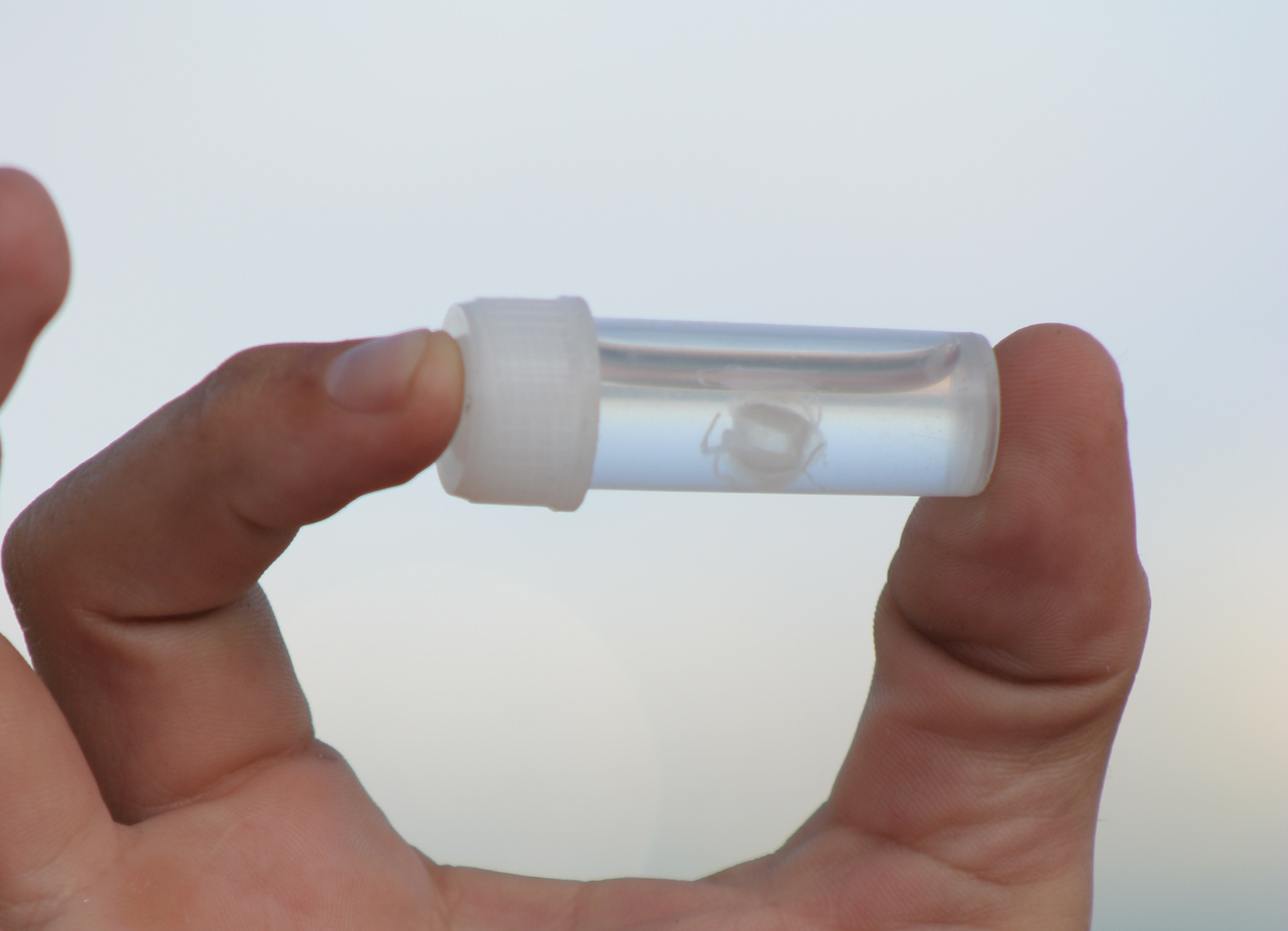
Exemplar der Malo kingi in einem durchsichtigen Kunststoff-Fläschchen

Das Irukandji-Syndrom (Southcott schlug 1967 den Namen Carukiosis vor, der sich jedoch nicht durchsetzen konnte) ist eine Vergiftung des menschlichen Organismus durch Nesselgifte einer kleinen Gruppe von Würfelquallen (Cubozoa). Die Vergiftung ist durch schwere Rücken-, Brust- und Bauchschmerzen, Brechreiz und Erbrechen, Kopfschmerzen und in schweren Fällen durch Lungenödem gekennzeichnet. Es ist meist äußerst schmerzhaft, verläuft jedoch selten tödlich. Ursprünglich dachte man, dass es nur durch Stiche von Carukia barnesi (Irukandji) ausgelöst wird. Heute wird davon ausgegangen, dass bis zu acht weitere Arten das Irukandji-Syndrom auslösen können.

## Erforschungsgeschichte
Bereits vor der Entdeckung des Verursachers benannte Hugo Flecker 1952 eine Anzahl verschiedener Symptome, die das Resultat einer Reaktion des menschlichen Organismus auf ein Nesselgift sein mussten (diese war beispielsweise bereits von Kontakten mit der Seewespe Chironex fleckeri bekannt), als Irukandji-Syndrom. Der Name Irukandji leitet sich von einem Aborigines-Stamm ab, der ursprünglich an der Nordostküste von Queensland ansässig war. Die Patienten berichteten hierbei von Symptomen, wie sie gewöhnlich von einem Kontakt mit Quallen stammen, ohne aber ein solches Tier gesichtet zu haben. Die Vermutung lag nahe, dass für die Symptome eine bis dahin unbekannte Quallenart verantwortlich sein musste, die in offenen Gewässern nur schwer auszumachen ist.
Nachdem er mehrere Patienten mit dem Irukandji-Symptom behandelt hatte, begab sich der australische Arzt Jack Barnes auf die Suche nach dem Verursacher und entdeckte 1961 eine kleine, nahezu durchsichtige Qualle von nur bis etwa zwei Zentimetern Schirmdurchmesser, aber bis etwa einen Meter langen Tentakeln. Um zu überprüfen, ob es sich bei dieser Qualle tatsächlich um den Verursacher des Irukandji-Syndroms handelte, berührte Barnes gemeinsam mit seinem Sohn und einem anwesenden Rettungsschwimmer im Selbstversuch die Tentakeln der Qualle. Als sich daraufhin bald die erwarteten Symptome einstellten, wurde die Qualle weiter im Labor untersucht und später durch Ronald Vernon Southcott wissenschaftlich beschrieben.
Mittlerweile geht man davon aus, dass auch die Stiche von noch mindestens sechs weiteren Arten, möglicherweise sogar acht oder zehn Arten, außer der Carukia barnesi das Irukandji-Syndrom auslösen können. Sie werden oft zusammenfassend als „Irukandji-Arten“ oder „Irukandji-Artengruppe“ bezeichnet. Dabei handelt es sich um keine systematisch-taxonomische Gruppe, sondern um Arten verschiedener Gattungen und Familien von Würfelquallen.

## Symptomatik
Die Stiche durch die Irukandji-Arten werden häufig kaum bemerkt. Sie werden von Betroffenen etwa in der Intensität eines Mückenstiches, wenn überhaupt, wahrgenommen. Bei etwa einem Drittel verläuft die Symptomatik leicht, mit kleineren Hautreizungen. Bei etwa zwei Dritteln entwickelt sich jedoch das typische Irukandji-Syndrom. Die Symptome können innerhalb von Minuten einsetzen, treten meist jedoch mit einer gewissen Verzögerung (im Durchschnitt etwa 30 Minuten) auf. Die Betroffenen empfinden starke, oft zyklisch auftretende Schmerzen in den Extremitäten, Rücken, Bauch oder Brust. Sie gehen einher mit einem „Gefühl des nahenden Todes“, Dysphorie, Ruhelosigkeit, Schwitzen (Diaphorese), Hypertonie, Übelkeit und Erbrechen. In den meisten Fällen gehen diese Symptome rasch vorbei, aber in einer kleinen Zahl von Fällen entwickeln sich Schmerzen, die selbst mit Opioiden nicht zu unterdrücken sind, tagelang andauern und bei denen eine intensivierte Schmerztherapie angewandt werden muss. Es können sich lebensbedrohliche Komplikationen wie akute Lungenblutungen, Kardiomyopathie und ein kardiogener Schock einstellen. Bisher sind nur zwei tödlich verlaufende Fälle bekannt geworden, wobei nur in einem Fall die verursachende Art (Carukia barnesi) tatsächlich auch nachgewiesen ist. Diese beiden Todesfälle wurden durch Hirnblutungen als Folge einer unkontrollierten Blutdruckerhöhung ausgelöst. 
Zwischen 1990 und 2007 waren allein in den Northern Territories (Australien) 87 Menschen vom Irukandji-Syndrom betroffen. Bei 65 % entwickelten sich die typischen Symptome, etwa die Hälfte der Fälle musste ins Krankenhaus eingeliefert werden. In Australien sind insgesamt etwa 60 Menschen jährlich vom Irukandji-Syndrom betroffen. In Western Australia und in Nord-Queensland sind Irukandji-Vergiftungen häufiger als Vergiftungen durch Chironex fleckeri. In den Northern Territories überwiegen dagegen die Vergiftungen durch Chironex fleckeri.

## Behandlung

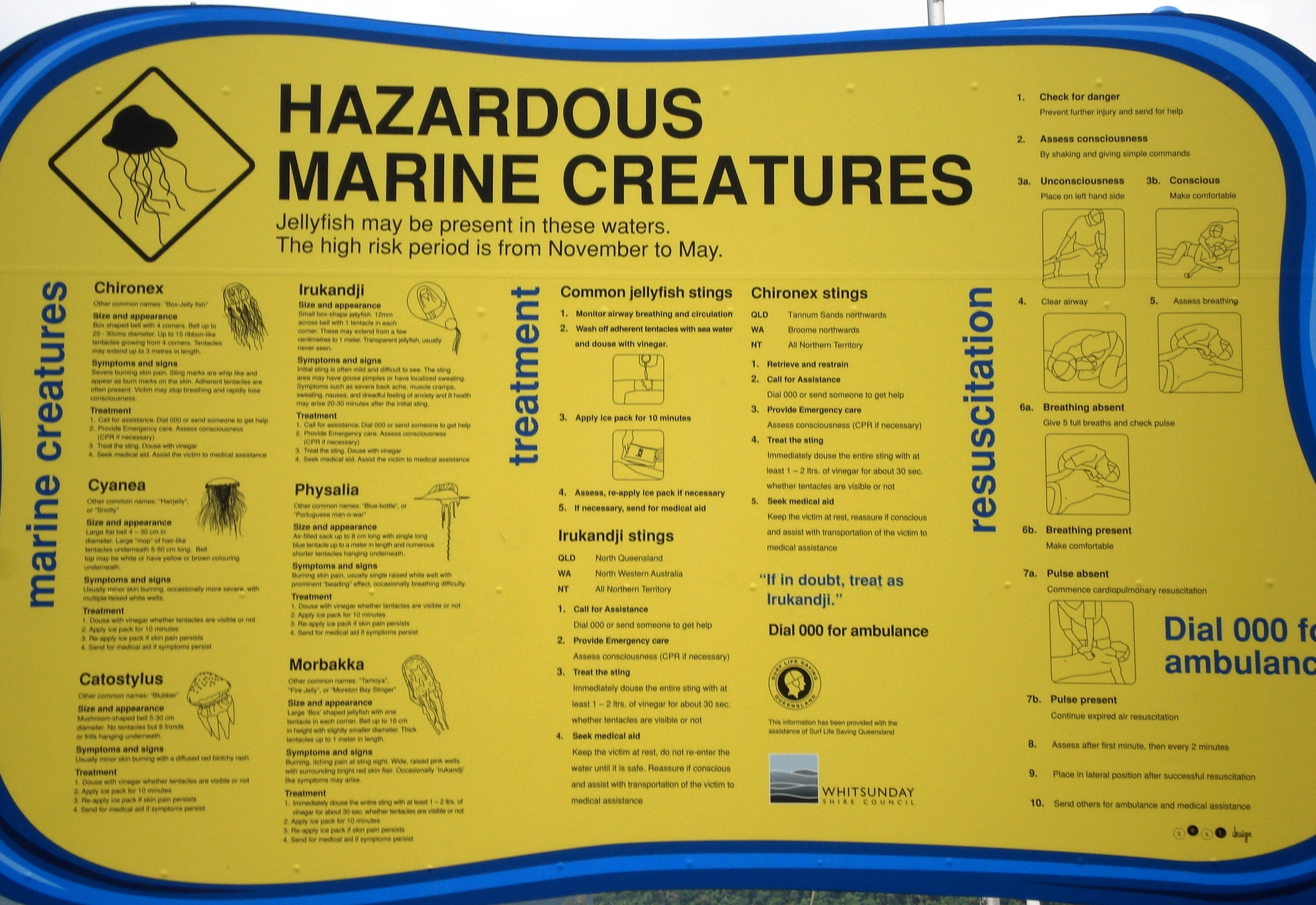
Informationstafel zu giftigen Quallen (u. a. Irukandji) und der Behandlung

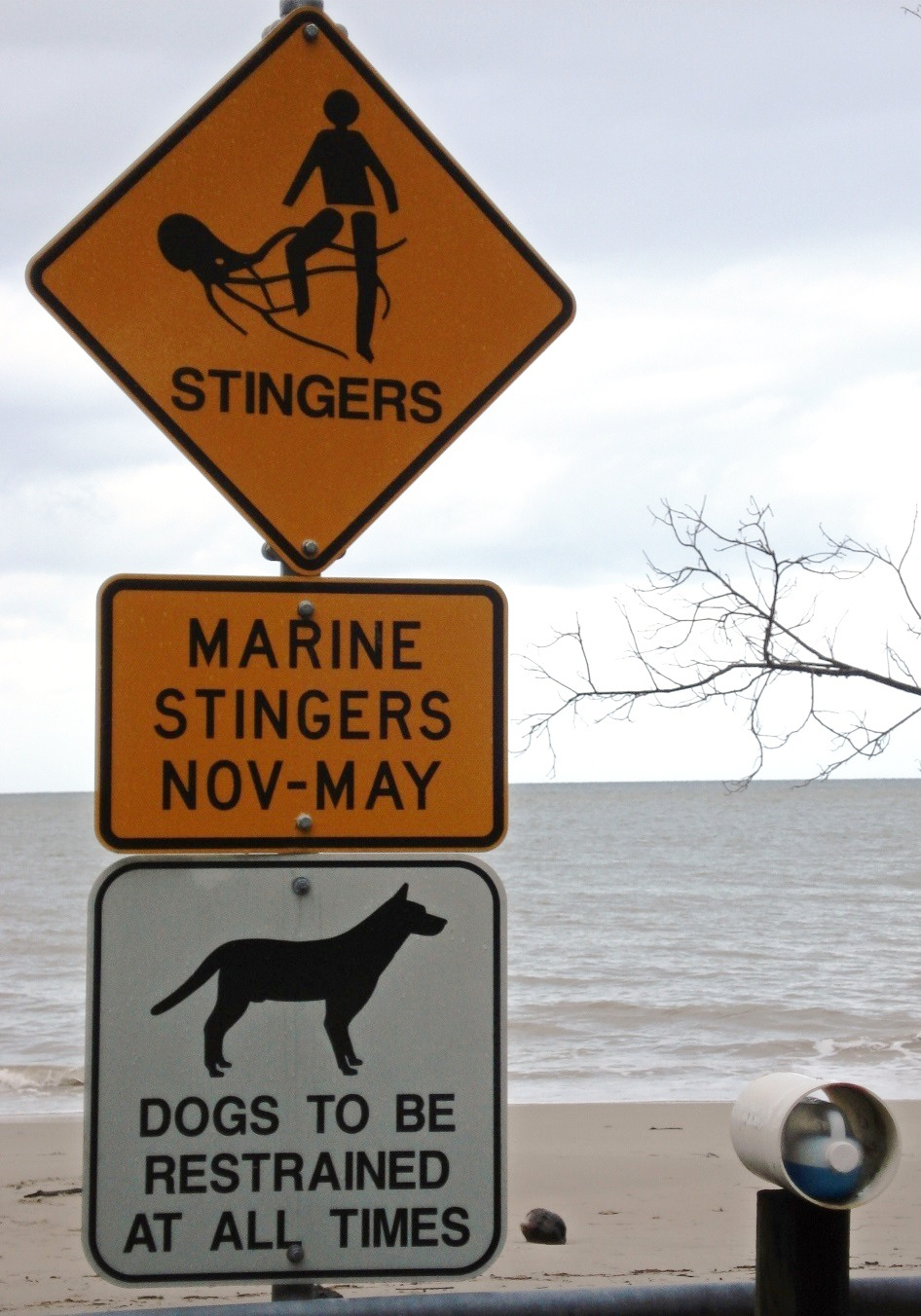
Warnschild vor Quallen "Marine Stingers" im Wasser (in Queensland / Australien) – rechts daneben (im Rohr) liegt Essig zur Erst-Behandlung bereit

Bisher ist kein Gegengift für die Vergiftung durch das/die Nesselgift(e) der Irukandji-Artengruppe bekannt. Als Erste-Hilfe-Maßnahme hatte sich ursprünglich die Behandlung der Stichstellen durch Essig bewährt. Zwischenzeitlich wurde von einer Behandlung mit Essig dringend abgeraten, da diese Maßnahme zwar noch nicht abgefeuerte Nesseln deaktiviert, jedoch gleichzeitig dazu führen könnte, dass die sich in der Haut befindenden Nesseln sofort ihr restliches Gift abgeben. Mittlerweile sprechen neuere experimentelle Daten aber dafür, dass eine Essigbehandlung weiterhin sinnvoll und effektiv ist. Inzwischen wird Zinkgluconat als potentielles Medikament erforscht, um die Giftwirkung bis zur Gabe des Gegenmittels zu verlangsamen und dem Opfer damit wertvolle Zeit zu schenken. Den meisten Patienten (70 %) wurden je nach Schmerzgrad Opioide zur Schmerzunterdrückung gespritzt. In einigen Fällen wurde auch Magnesiumsulfat gegeben. Etwa die Hälfte der Patienten wurden in ein Krankenhaus eingewiesen.

## Geographische Verbreitung
Das Irukandji-Syndrom ist in Australien bisher auf Ost- und Nordaustralien beschränkt. Die bekannten Fälle traten von K’gari (im südlichen Queensland) entlang der Küste nach Norden auf, besonders Gove Bay bis etwa Broome im australischen Bundesstaat Western Australia. Inzwischen wurden Irukandji-ähnliche Symptome auch aus Thailand, der Karibik und Hawaii gemeldet. Allerdings sind hier sicher andere Arten die Auslöser für das Irukandji-Syndrom, z. B. Alatina mordens oder Alatina moseri.